# Transakcja kompensacyjna
Transakcja kompensacyjna – polega na tym, że w każdym z krajów występuje po dwóch partnerów – jeden eksporter i jeden importer. Eksporter szuka w drugim kraju wyłącznie odbiorców swego towaru, importer zaś jest zainteresowany tylko ofertami sprzedaży zagranicznych kontrahentów. Dostawa towarów między partnerami z różnych krajów następuje bez transferu dewiz. Ze względu na rozdzielenie eksportu od importu rozliczenia pieniężne następują w walucie krajowej między eksporterem a importerem w danym kraju.